# Ngày ánh sáng

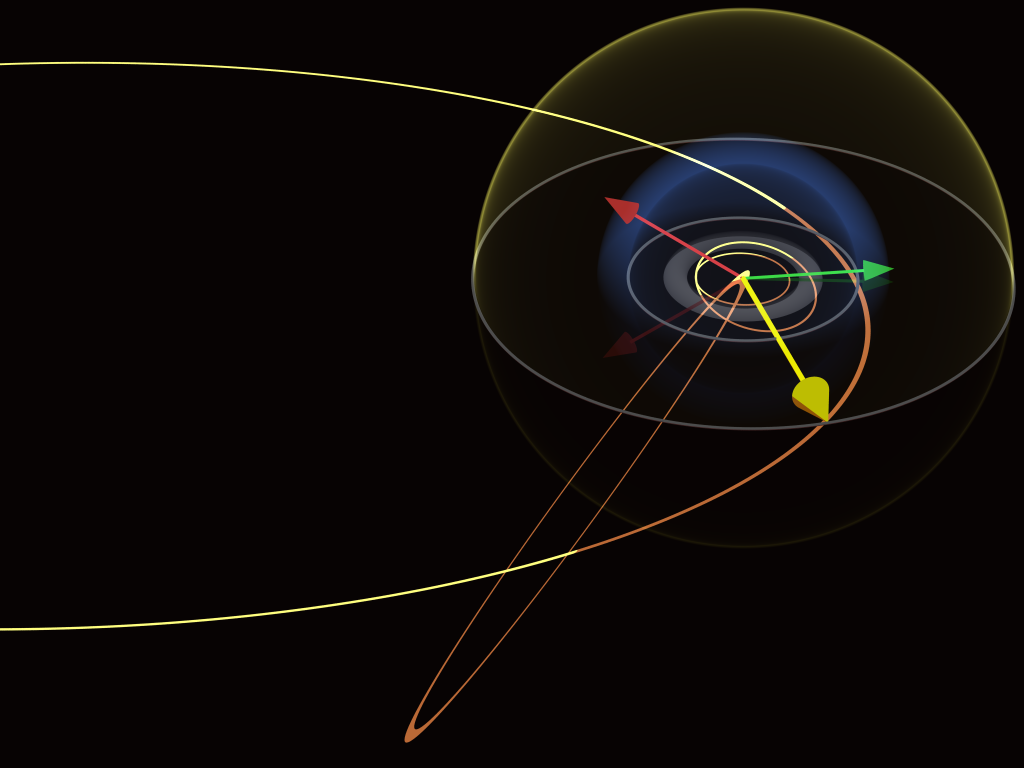
The yellow shell indicating one light-day distance from the Sun compares in size with the positions of Voyager 1 và Pioneer 10 (red and green arrows respectively). It is larger than the heliosphere's termination shock (blue shell) but smaller than Comet Hale-Bopp's orbit (faint orange ellipse below). Click on image for larger view and links to other scales.

Ngày ánh sáng (tiếng Anh: light day) là đơn vị dùng trong thiên văn học và cách ngành liên quan, diễn tả khoảng cách không gian mà quang tử di chuyển được trong một ngày trong chân không, mỗi ngày 86.400 giây, như vậy một ngày ánh sáng ứng với chiều dài 25.902.068.371.200 m.
Đơn vị ngày ánh sáng rất ít khi được sử dụng, vì chỉ có vài thiên thể nằm trong vùng kích thước này. Ví dụ: đám mây Oort nằm quanh Mặt Trời ở khoảng cách từ 290 đến 580 ngày ánh sáng. Ngoài ra, quỹ đạo các thiên thể thuộc vành ngoài của Hệ Mặt Trời có thể tính bằng ngày ánh sáng hay giờ ánh sáng, ngược lại các khoảng cách liên sao đã dùng kích thước năm ánh sáng.